# 泉福寺 (板橋区)
泉福寺（せんぷくじ）は、東京都板橋区にある真言宗智山派の寺院。

## 概要
創建年代は不明である。ただ松月院の大堂にある1340年（暦応3年）鋳造の梵鐘（国重要美術品）に「泉福寺」の名があることから、室町時代初頭には既に存在していたものと推測される。
長らく寺運衰微の時期が続き、住職不在の時期が多かったため、その後の歴代住職の名などは不明になっている。ただ「明治五年新義真言宗本末一派寺院明細帳」には、1872年（明治5年）時点の住職が第47世の「英尊」となっており、明治初期までの歴代住職は47人であることが判明している。
1922年（大正11年）の純享和尚が着任し、ようやく寺の体制が充実してきた。そのことから当寺では純享和尚を「中興第一世」としている。

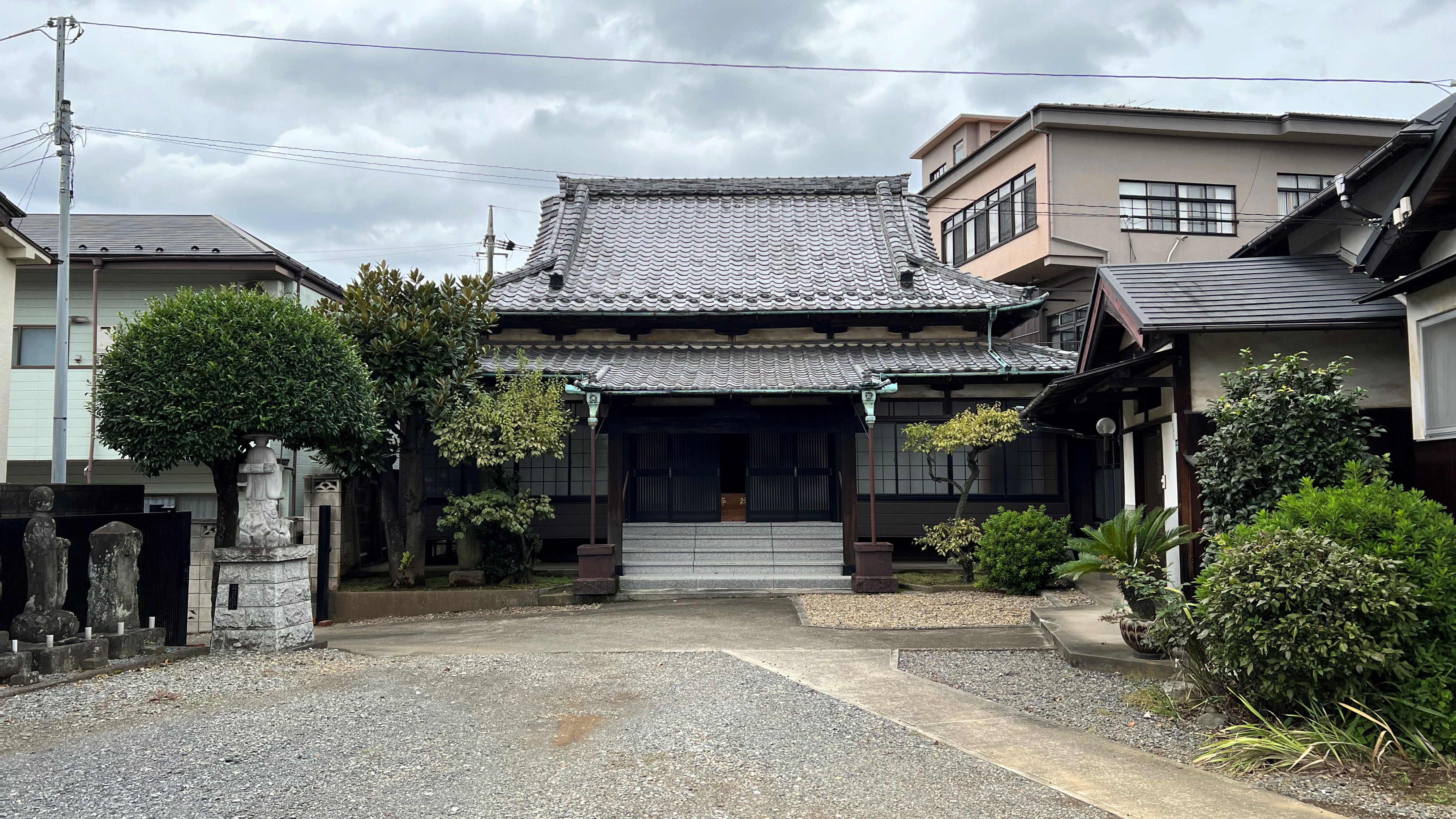
本堂

## 寺宝等
- 不動明王像（本尊）
- 阿弥陀如来坐像
- 薬師如来坐像
- 十一面観世音像
- 地蔵菩薩像
- 弘法大師（厨子入）2体
- 絹本着色観音菩薩
- 紙本着色ゑびす大黒図（軸仕立）

## 交通アクセス
- 下赤塚駅より徒歩15分[1]。